# Тінка Курті
Тінка Курті (17 грудня 1932) — албанська акторка. Народна артистка Албанії.

## Вибіркова фільмографія
- Тана (1958)
- Живий! (2009)
- Бота (2014)